# Alberto Farnese
Alberto Farnese (* 3. Juni 1926 in Palombara Sabina; † 2. Juni 1996 in Rom) war ein italienischer Schauspieler.

## Leben
Farnese arbeitete ab 1948 bei der Filmfirma Titanus und gab drei Jahre später sein Debüt als Schauspieler. In seiner vierzigjährigen Karriere beim Film und gelegentlich beim Fernsehen spielte er oft vornehme Herren, Adlige oder durchtriebene Schurken, die er mit seinem gepflegten Äußeren und frühzeitig ergrauten Haaren vor allem zur Hochzeit des Genrefilmes ab Ende der 1950er Jahre perfekt verkörperte. Vorher war er in etlichen dramatischen und sehr populären Filmen auch als Hauptdarsteller zu sehen gewesen.
Gelegentlich wurde er als Albert Farley geführt. Alberto Farnese starb einen Tag vor seinem 70. Geburtstag in Rom.

## Filmografie (Auswahl)
- 1953: Fremdenlegion (Legione straniera)
- 1954: Frauen hinter Gittern (L’angelo bianco)
- 1954: Das Gold von Neapel (L’oro di Napoli)
- 1957: Der Korsar vom roten Halbmond (Il corsaro della mezzaluna)
- 1957: Der Tag der Verdammten (Amanecer en Puerta oscura)
- 1958: Kastell der Verräter (Il cavaliere senza terra)
- 1959: Terror in Oklahoma (Il terrore dell’Oklahoma)
- 1960: Das Schwert des roten Giganten (I giganti della Tessaglia)
- 1960: Ursus im Reich der Amazonen (La regina delle amazzoni)
- 1961: Aladins Abenteuer (Le meraviglie di Aladino)
- 1961: Nofretete – Königin vom Nil (Nefertite, regina del Nilo)
- 1961: Suleiman, der Eroberer (Solimano il conquistatore)
- 1962: Der Gladiator von Rom (Il gladiatore di Roma)
- 1962: Der Sohn des Scheichs (Il figlio dello sceicco)
- 1963: Auf Zorros Spuren (La cieca di Sorrento)
- 1963: Der Henker von Venedig (Il boia di Venezia)
- 1963: Der Löwe von San Marco (Il leone di San Marco)
- 1964: Kaiser der Gladiatoren (I due gladiatori)
- 1964: Die Rache des Sandokan (Sandokan alla riscossa)
- 1964: Sandokan und der Leopard (Sandokan contro il leopardo di Sarawak)
- 1965: Cinco pistolas de Texas
- 1965: Río Maldito
- 1966: Flitterwochen auf italienisch (Viaggio di nozze all’italiana)
- 1966: Für eine Handvoll Blei (Uccidi o muori)
- 1966: Keinen Dollar für dein Leben (Un Dollaro di fuoco)
- 1968: Carrera – Das Geheimnis der blonden Katze (El magnifico Tony Carrera)
- 1969: Die Hochzeitsreise
- 1970: Dein Leben ist keinen Dollar wert (Veinte pasos para la muerte)
- 1970: Ein Zirkus und ein Halleluja (I vendicatori dell’Ave Maria)
- 1971: Die Rückkehr der stärksten Gladiatoren der Welt (Il ritorno del gladiatore più forte del mondo)
- 1972: Camorra
- 1973: Tödlicher Hass (Tony Arzenta)
- 1979: Der Superbulle jagt den Ripper (Assassinio sul Tevere)
- 1986: Die Klugscheißer (Asilo di polizia)
- 1986: Scalps
- 1986: Der weiße Apache – Die Rache des Halbbluts (Bianco Apache)